# وزیر علوم، تحقیقات و فناوری
وزیر علوم، تحقیقات و فناوری با نام سابق وزیر فرهنگ و آموزش عالی فهرست افرادی است که در جایگاه بالاترین مقام وزارت علوم، تحقیقات و فناوری قرار داشته‌اند.

## فهرست
| ر.                          | نام               | نام                                     | نگاره                             | آغاز تصدی                       | پایان تصدی     | دولت          | رئیس دولت     | م.            |
| --------------------------- | ----------------- | --------------------------------------- | --------------------------------- | ------------------------------- | -------------- | ------------- | ------------- | ------------- |
| وزیر فرهنگ و آموزش عالی     |                   |                                         |                                   |                                 |                |               |               |               |
| ۱                           |                   | علی شریعتمداری (۱۳۹۵–۱۳۰۲)              |                                   | ۳ اسفند ۱۳۵۷                    | ۸ مهر ۱۳۵۸     | موقت          | بازرگان       | [ ۱ ]         |
| ۲                           |                   | حسن حبیبی (۱۳۹۱–۱۳۱۵)                   |                                   | ۸ مهر ۱۳۵۸                      | ۱۹ شهریور ۱۳۵۹ | موقت          | بازرگان       | [ ۲ ]         |
| ۲                           | موقت شورای انقلاب | حسن حبیبی (۱۳۹۱–۱۳۱۵)                   | بهشتی                             | ۸ مهر ۱۳۵۸                      | ۱۹ شهریور ۱۳۵۹ | [ ۳ ]         |               |               |
| ۲                           | موقت شورای انقلاب | حسن حبیبی (۱۳۹۱–۱۳۱۵)                   | بنی‌صدر                            | ۸ مهر ۱۳۵۸                      | ۱۹ شهریور ۱۳۵۹ | [ ۳ ]         |               |               |
| ۳                           |                   | حسن عارفی (زادهٔ ۱۳۱۵)                   |                                   | ۱۹ شهریور ۱۳۵۹                  | ۲۶ مرداد ۱۳۶۰  | نخست          | رجایی         | [ ۴ ]         |
| ۴                           |                   | محمدعلی نجفی (زادهٔ ۱۳۳۰)                |                                   | ۲۶ مرداد ۱۳۶۰                   | ۲۳ مرداد ۱۳۶۳  | دوم           | باهنر         | [ ۵ ]         |
| ۴                           | موقت              | محمدعلی نجفی (زادهٔ ۱۳۳۰)                | مهدوی کنی                         | ۲۶ مرداد ۱۳۶۰                   | ۲۳ مرداد ۱۳۶۳  | [ ۶ ]         |               |               |
| ۴                           | سوم               | محمدعلی نجفی (زادهٔ ۱۳۳۰)                | موسوی                             | ۲۶ مرداد ۱۳۶۰                   | ۲۳ مرداد ۱۳۶۳  | .             |               |               |
| –                           | سوم               |                                         | موسوی                             | محمدرضا عارف (زادهٔ ۱۳۳۰) سرپرست |                | ۲۵ مرداد ۱۳۶۳ | ۲۹ مرداد ۱۳۶۳ | [ ۷ ]         |
| ۵                           | سوم               |                                         | موسوی                             | ایرج فاضل (زادهٔ ۱۳۱۸)           |                | ۲۹ مرداد ۱۳۶۳ | ۶ آبان ۱۳۶۴   | [ ۸ ]         |
| ۶                           |                   | محمد فرهادی (زادهٔ ۱۳۲۸)                 | موسوی                             |                                 | ۶ آبان ۱۳۶۴    | ۷ شهریور ۱۳۶۸ | چهارم         | [ ۹ ]         |
| ۶                           |                   | محمد فرهادی (زادهٔ ۱۳۲۸)                 | موسوی                             |                                 | ۶ آبان ۱۳۶۴    | ۷ شهریور ۱۳۶۸ | چهارم         | [ ۹ ]         |
| ۷                           |                   | مصطفی معین (زادهٔ ۱۳۳۰)                  |                                   | ۷ شهریور ۱۳۶۸                   | ۲۵ مرداد ۱۳۷۲  | پنجم          | هاشمی         | [ ۱۰ ]        |
| ۷                           |                   | مصطفی معین (زادهٔ ۱۳۳۰)                  |                                   | ۷ شهریور ۱۳۶۸                   | ۲۵ مرداد ۱۳۷۲  | پنجم          | هاشمی         | [ ۱۰ ]        |
| ۸                           |                   | سید محمدرضا هاشمی گلپایگانی (زادهٔ ۱۳۲۵) |                                   | ۲۵ مرداد ۱۳۷۲                   | ۲۹ مرداد ۱۳۷۶  | ششم           | هاشمی         | [ ۱۱ ]        |
| (۷)                         |                   | مصطفی معین (زادهٔ ۱۳۳۰)                  |                                   | ۲۹ مرداد ۱۳۷۶                   | اوایل ۱۳۷۹     | هفتم          | خاتمی         | [ ۱۲ ]        |
| وزیر علوم، تحقیقات و فناوری |                   |                                         |                                   |                                 |                |               |               |               |
| (۷)                         |                   | مصطفی معین (زادهٔ ۱۳۳۰)                  |                                   | اوایل ۱۳۷۹                      | ۱ شهریور ۱۳۸۲  | هفتم          | خاتمی         | [ ۱۳ ]        |
| (۷)                         | هشتم              | مصطفی معین (زادهٔ ۱۳۳۰)                  | [ ۱۴ ]                            | اوایل ۱۳۷۹                      | ۱ شهریور ۱۳۸۲  |               | خاتمی         |               |
| –                           | هشتم              |                                         | جعفر میلی‌منفرد (۱۴۰۳-۱۳۳۲) سرپرست |                                 | ۱ شهریور ۱۳۸۲  | ۱۶ مهر ۱۳۸۲   | خاتمی         | [ ۱۵ ]        |
| ۹                           | هشتم              |                                         | جعفر توفیقی (زادهٔ ۱۳۳۴)           |                                 | ۱۶ مهر ۱۳۸۲    | ۲ شهریور ۱۳۸۴ | خاتمی         | [ ۱۶ ]        |
| ۱۰                          |                   | محمدمهدی زاهدی (زادهٔ ۱۳۳۳)              |                                   | ۲ شهریور ۱۳۸۴                   | ۱۲ شهریور ۱۳۸۸ | نهم           | احمدی‌نژاد     | [ ۱۷ ]        |
| ۱۱                          |                   | کامران دانشجو (زادهٔ ۱۳۳۶)               |                                   | ۱۲ شهریور ۱۳۸۸                  | ۲۶ مرداد ۱۳۹۲  | دهم           | احمدی‌نژاد     | [ ۱۸ ]        |
| –                           |                   | جعفر توفیقی (زادهٔ ۱۳۳۴) سرپرست          |                                   | ۲۶ مرداد ۱۳۹۲                   | ۵ آبان ۱۳۹۲    | یازدهم        | روحانی        | [ ۱۹ ]        |
| ۱۲                          |                   | رضا فرجی‌دانا (زادهٔ ۱۳۳۹)                |                                   | ۵ آبان ۱۳۹۲                     | ۲۹ مرداد ۱۳۹۳  | یازدهم        | روحانی        | [ ۲۰ ] [ ۲۱ ] |
| –                           |                   | محمدعلی نجفی (زادهٔ ۱۳۳۰) سرپرست         |                                   | ۲۹ مرداد ۱۳۹۳                   | ۵ آذر ۱۳۹۳     | یازدهم        | روحانی        | [ ۲۲ ]        |
| (۶)                         |                   | محمد فرهادی (زادهٔ ۱۳۲۸)                 |                                   | ۵ آذر ۱۳۹۳                      | ۲۹ مرداد ۱۳۹۶  | یازدهم        | روحانی        | [ ۲۳ ]        |
| –                           |                   | سید ضیاء هاشمی (زادهٔ ۱۳۴۶) سرپرست       |                                   | ۲۹ مرداد ۱۳۹۶                   | ۷ آبان ۱۳۹۶    | دوازدهم       | روحانی        | [ ۲۴ ]        |
| ۱۳                          |                   | منصور غلامی (زادهٔ ۱۳۳۲)                 |                                   | ۷ آبان ۱۳۹۶                     | ۳ شهریور ۱۴۰۰  | دوازدهم       | روحانی        | [ ۲۵ ]        |
| ۱۴                          |                   | محمدعلی زلفی‌گل (زادهٔ ۱۳۴۵)              |                                   | ۳ شهریور ۱۴۰۰                   | ۳۱ مرداد ۱۴۰۳  | سیزدهم        | رئیسی         | [ ۲۶ ]        |
| ۱۵                          |                   | حسین سیمایی صراف (زادهٔ ۱۳۴۷)            |                                   | ۳۱ مرداد ۱۴۰۳                   | متصدی          | چهاردهم       | پزشکیان       | [ ۲۷ ]        |